# San Francisco 49ers 2013
La stagione 2013 dei San Francisco 49ers è stata la 64ª della franchigia nella National Football League e la terza con come capo-allenatore Jim Harbaugh. È stata l'ultima stagione a Candlestick Park prima che la squadra si trasferisse nel nuovo Levi's Stadium.
I 49ers iniziarono la stagione come campioni della NFC in carica, qualificandosi per i playoff come wild card e sperando di vincere il loro sesto Super Bowl, titolo sfuggito per poco nella stagione precedente. Nel turno delle wild card batterono i Green Bay Packers 23–20 e i Carolina Panthers 23–10 nel Divisional round ma persero contro i Seattle Seahawks nella finale della NFC con un punteggio di 23–17.

## Scelte nel Draft 2013
| 1 | 18 | 18  | Eric Reid                       | FS                              | LSU                             |                                |                                |                                |
| 1 | 31 | 31  | Scambiata coi Dallas Cowboys    | Scambiata coi Dallas Cowboys    | Scambiata coi Dallas Cowboys    |                                |                                |                                |
| 2 | 2  | 34  | Scambiata coi Tennessee Titans  | Scambiata coi Tennessee Titans  | Scambiata coi Tennessee Titans  |                                |                                |                                |
| 2 | 8  | 40  | Cornellius Carradine            | DE                              | Florida State                   |                                |                                |                                |
| 2 | 23 | 55  | Vance McDonald                  | TE                              | Rice                            |                                |                                |                                |
| 2 | 29 | 61  | Scambiata coi Green Bay Packers | Scambiata coi Green Bay Packers | Scambiata coi Green Bay Packers |                                |                                |                                |
| 3 | 12 | 74  | Scambiata coi Dallas Cowboys    | Scambiata coi Dallas Cowboys    | Scambiata coi Dallas Cowboys    |                                |                                |                                |
| 3 | 26 | 88  | Corey Lemonier                  | OLB                             | Auburn                          |                                |                                |                                |
| 3 | 31 | 93  | Scambiata coi Green Bay Packers | Scambiata coi Green Bay Packers | Scambiata coi Green Bay Packers |                                |                                |                                |
| 4 | 31 | 128 | Quinton Patton                  | WR                              | Louisiana Tech                  |                                |                                |                                |
| 4 | 34 | 131 | Marcus Lattimore                | RB                              | South Carolina                  |                                |                                |                                |
| 5 | 24 | 157 | Quinton Dial                    | DT                              | Alabama                         |                                |                                |                                |
| 5 | 31 | 164 | Scambiata coi Cleveland Browns  | Scambiata coi Cleveland Browns  | Scambiata coi Cleveland Browns  |                                |                                |                                |
| 6 | 5  | 173 | Scambiata coi Green Bay Packers | Scambiata coi Green Bay Packers | Scambiata coi Green Bay Packers |                                |                                |                                |
| 6 | 12 | 180 | Nick Moody                      | LB                              | Florida State                   |                                |                                |                                |
| 6 | 31 | 199 | Scambiata coi Baltimore Ravens  | Scambiata coi Baltimore Ravens  | Scambiata coi Baltimore Ravens  | Scambiata coi Baltimore Ravens | Scambiata coi Baltimore Ravens | Scambiata coi Baltimore Ravens |
| 7 | 10 | 216 | Scambiata coi Green Bay Packers | Scambiata coi Green Bay Packers | Scambiata coi Green Bay Packers |                                |                                |                                |
| 7 | 21 | 227 | Scambiata coi Cleveland Browns  | Scambiata coi Cleveland Browns  | Scambiata coi Cleveland Browns  |                                |                                |                                |
| 7 | 31 | 237 | B.J. Daniels                    | QB                              | South Florida                   |                                |                                |                                |
| 7 | 40 | 246 | Carter Bykowski                 | T                               | Iowa State                      |                                |                                |                                |
| 7 | 46 | 252 | Marcus Cooper                   | CB                              | Rutgers                         |                                |                                |                                |

## Staff
| Staff dei San Francisco 49ers nel 2013 |
| --- |
| Organi dirigenziali - Co-Chairman: Denise York e John York - Presidente/CEO: Jed York - General Manager: Trent Baalke Capo allenatore - Jim Harbaugh Altri allenatori - Assistente del capo allenatore/Coordinatore dello Special Team: Brad Seely - Coordinatore dello sviluppo della forza e della condizione: Mark Uyeyama - Assistente dello sviluppo della forza e della condizione: Kevin Tolbert Allenatori dell'attacco - Coordinatore dell'attacco: Greg Roman - Assistente capo dell'attacco: Paul Wulff - Assistente dell'attacco: Ejiro Evero - Quarterback: Geep Chryst - Running Back: Tom Rathman - Wide Receiver: John Morton - Tight End: Reggie Davis - Offensive Line: Mike Solari e Tim Drevno Allenatori della difesa - Coordinatore della difesa: Vic Fangio - Assistente della difesa/Qualità e controllo: Peter Hansen - Defensive Line: Jim Tomsula - Linebacker: Jim Leavitt - Secondary: Ed Donatell - Assistente Secondary: Greg Jackson Allenatori dello special team - Assistente del Coordinatore dello Special Team: Tracy Smith |

## Roster
| Roster dei San Francisco 49ers nel 2013 |
| --- |
| Quarterback - -- McLeod Bethel-Thompson - 7 Colin Kaepernick - 2 Colt McCoy Running Back - 24 Anthony Dixon FB/RB - 21 Frank Gore - 32 Kendall Hunter - 23 LaMichael James - 49 Bruce Miller FB Wide Receiver - 84 Jon Baldwin - 81 Anquan Boldin - 13 Chris Harper - 19 Marlon Moore - 14 Kassim Osgood - 11 Quinton Patton - 10 Kyle Williams Tight End - 88 Garrett Celek - 85 Vernon Davis - 83 Demarcus Dobbs - 89 Vance McDonald Offensive Linemen - 75 Alex Boone G - 76 Anthony Davis T - 59 Jonathan Goodwin C - 77 Mike Iupati G - 67 Daniel Kilgore G - 78 Joe Looney G - 68 Adam Snyder G - 74 Joe Staley T Defensive Linemen - 90 Glenn Dorsey NT - 63 Tony Jerod-Eddie DE - 91 Ray McDonald DE - 94 Justin Smith DE Linebacker - 53 NaVorro Bowman ILB - 55 Ahmad Brooks OLB - 50 Jermaine Cunningham OLB - 96 Corey Lemonier OLB - 51 Dan Skuta OLB - 56 Nathan Stupar ILB - 57 Michael Wilhoite ILB - 52 Patrick Willis ILB Defensive Back - 28 Nnamdi Asomugha CB - 26 Tramaine Brock DB - 25 Tarell Brown CB - 43 Craig Dahl SS - 40 Darryl Morris CB - 35 Eric Reid FS - 22 Carlos Rogers CB - 27 C.J. Spillman FS - 41 Raymond Ventrone SS - 31 Donte Whitner SS Special Team - 9 Phil Dawson K - 4 Andy Lee P - 47 Kevin McDermott LS Lista delle riserve - 95 Tank Carradine DE (NF-Inj.) - -- Brandon Carswell WR (IR) - 15 Michael Crabtree WR (PUP) - 29 Chris Culliver CB (IR) - 44 Alex Debniak FB (IR) - 71 Quinton Dial DE (NF-Inj.) - 58 Darius Fleming OLB/DE (IR) - 38 Marcus Lattimore RB (NF-Inj.) - 82 Mario Manningham WR (PUP) - 64 Luke Marquardt OT (NF-Inj.) - 54 Nick Moody ILB (IR) - 98 Lawrence Okoye DE (IR) - 99 Aldon Smith OLB (NF-Ill.) - 93 Ian Williams DT (IR) - 30 Eric Wright CB (NF-Ill.) Squadra di allenamento - 71 Carter Bykowski T - 46 Derek Carrier TE - 33 Jewel Hampton RB - 17 Chuck Jacobs WR - 66 Patrick Omameh G - 64 Mike Purcell NT - -- D'Aundre Reed DE - 36 Michael Thomas S 53 attivi, 15 inattivi, 8 nella squadra di allenamento, 0 free agent |
| Legenda - I rookie sono in corsivo. - Il primo ruolo è il principale mentre gli eventuali successivi indicano i ruoli secondari. - (IR) sta per Injured Reserve ed indica la lista ristretta per un solo giocatore infortunato che può tornare ad allenarsi dopo la settimana 6 e a rientrare in prima squadra dopo che questa ha giocato 8 partite. - (NF-Inj.) / (NF-Ill.) stanno rispettivamente per Non-Football Injured e Non-Football Illness ed indicano le liste dove viene inserito un giocatore che ha un infortunio o una malattia non dipendente dal football americano. - (PUP) sta per Physically Unable to Perform ed indica la lista dove viene inserito un giocatore mentre è in attesa di recuperare la condizione fisica. Nella stagione regolare dopo la sesta partita giocata dalla propria squadra, il giocatore ha tempo tre settimane per riprendere ad allenarsi, più tre settimane aggiuntive dal suo rientro agli allenamenti per rientrare in prima squadra. |

## Partite

### Stagione regolare
| Turno | Data               | Ora                | Avversario               | Risultato          | Risultato          | Stadio                        | TV                 | NFL.com recap      |
| Turno | Data               | Ora                | Avversario               | Punteggio          | Record             | Stadio                        | TV                 | NFL.com recap      |
| ----- | ------------------ | ------------------ | ------------------------ | ------------------ | ------------------ | ----------------------------- | ------------------ | ------------------ |
| 1     | 8/9                | 1:25 p.m. PDT      | Green Bay Packers        | V 34–28            | 1–0                | Candlestick Park              | Fox                | Recap              |
| 2     | 15/9               | 5:30 p.m. PDT      | at Seattle Seahawks      | S 3–29             | 1–1                | CenturyLink Field             | NBC                | Recap              |
| 3     | 22/9               | 1:25 p.m. PDT      | Indianapolis Colts       | S 7–27             | 1–2                | Candlestick Park              | CBS                | Recap              |
| 4     | 29/9               | 5:25 p.m. PDT      | at St. Louis Rams        | V 35–11            | 2–2                | Edward Jones Dome             | NFLN               | Recap              |
| 5     | 6/10               | 5:30 p.m. PDT      | Houston Texans           | V 34–3             | 3–2                | Candlestick Park              | NBC                | Recap              |
| 6     | 13/10              | 1:25 p.m. PDT      | Arizona Cardinals        | V 32–20            | 4–2                | Candlestick Park              | Fox                | Recap              |
| 7     | 20/10              | 1:05 p.m. PDT      | at Tennessee Titans      | V 31–17            | 5–2                | LP Field                      | Fox                | Recap              |
| 8     | 27/10              | 10:00 a.m. PDT     | vs. Jacksonville Jaguars | V 42–10            | 6–2                | Wembley Stadium               | Fox                | Recap              |
| 9     | Settimana di pausa | Settimana di pausa | Settimana di pausa       | Settimana di pausa | Settimana di pausa | Settimana di pausa            | Settimana di pausa | Settimana di pausa |
| 10    | 10/11              | 1:05 p.m. PST      | Carolina Panthers        | S 9–10             | 6–3                | Candlestick Park              | Fox                | Recap              |
| 11    | 17/11              | 1:25 p.m. PST      | at New Orleans Saints    | S 20–23            | 6–4                | Mercedes-Benz Superdome       | Fox                | Recap              |
| 12    | 25/11              | 5:40 p.m. PST      | at Washington Redskins   | V 27–6             | 7–4                | FedExField                    | ESPN               | Recap              |
| 13    | 1/12               | 1:05 p.m. PST      | St. Louis Rams           | V 23–13            | 8–4                | Candlestick Park              | Fox                | Recap              |
| 14    | 8/12               | 1:25 p.m. PST      | Seattle Seahawks         | V 19–17            | 9–4                | Candlestick Park              | Fox                | Recap              |
| 15    | 15/12              | 10:00 a.m. PST     | at Tampa Bay Buccaneers  | V 33–14            | 10–4               | Raymond James Stadium         | Fox                | Recap              |
| 16    | 23/12              | 5:40 p.m. PST      | Atlanta Falcons          | V 34–24            | 11–4               | Candlestick Park              | ESPN               | Recap              |
| 17    | 29/12              | 1:25 p.m. PST      | at Arizona Cardinals     | V 23–20            | 12–4               | University of Phoenix Stadium | Fox                | Recap              |

Note
- Gli avversari della propria division sono in grassetto.

### Playoff
| Turno            | Data     | Ora            | Avversario (#)           | Risultato | Risultato | Stadio                  | TV  | NFL.com recap |
| Turno            | Data     | Ora            | Avversario (#)           | Punteggio | Record    | Stadio                  | TV  | NFL.com recap |
| ---------------- | -------- | -------------- | ------------------------ | --------- | --------- | ----------------------- | --- | ------------- |
| Wild Card        | 5/1/2014 | 1:40 p.m. PST  | at Green Bay Packers (4) | V 23-20   | 13-4      | Lambeau Field           | Fox | Recap         |
| Divisional       | 12/12014 | 10:05 a.m. PST | at Carolina Panthers (2) | V 23–10   | 14-4      | Bank of America Stadium | Fox | Recap         |
| NFC Championship | 19/12014 | 3:30 p.m. PST  | at Seattle Seahawks (1)  | S 17–23   | 14-5      | CenturyLink Field       | Fox | Recap         |

## Classifiche

### Division
| NFC West                | NFC West | NFC West | NFC West | NFC West | NFC West | NFC West | NFC West | NFC West | NFC West |
|                         | V        | S        | P        | %        | DIV      | CONF     | PF       | PS       | STR      |
| ----------------------- | -------- | -------- | -------- | -------- | -------- | -------- | -------- | -------- | -------- |
| (1) Seattle Seahawks    | 13       | 3        | 0        | 81,3     | 4–2      | 10–2     | 417      | 231      | V1       |
| (5) San Francisco 49ers | 12       | 4        | 0        | 75       | 5–1      | 9–3      | 406      | 272      | V6       |
| Arizona Cardinals       | 10       | 6        | 0        | 62,5     | 2–4      | 6–6      | 379      | 324      | S1       |
| St. Louis Rams          | 7        | 9        | 0        | 43,8     | 1–5      | 4–8      | 348      | 364      | S1       |